# Carn an t-Sagairt Mor
Carn an t-Sagairt Mor är ett berg i Storbritannien.   Det ligger i kommunen Aberdeenshire och riksdelen Skottland, i den norra delen av landet, 600 km norr om huvudstaden London. Toppen på Carn an t-Sagairt Mor är 1 047 meter över havet, eller 82 meter över den omgivande terrängen. Bredden vid basen är 1,0 km.
Terrängen runt Carn an t-Sagairt Mor är huvudsakligen kuperad.Runt Carn an t-Sagairt Mor är det glesbefolkat, med 12 invånare per kvadratkilometer. Närmaste större samhälle är Ballater, 19,9 km nordost om Carn an t-Sagairt Mor. Trakten runt Carn an t-Sagairt Mor består i huvudsak av gräsmarker.